# تیم ملی فوتبال صربستان و مونته‌نگرو
تیم ملی فوتبال صربستان و مونته‌نگرو (صربی: fudbalska reprezentacija Srbije i Crne Gore; фудбалска репрезентација Србије и Црне Горе) یک تیم ملی فوتبال در اروپا بود.
این تیم پس از فروپاشی یوگسلاوی از سال ۱۹۹۲ تا ۲۰۰۳ با نام اف‌آر یوگسلاوی و از سال ۲۰۰۳ تا ۲۰۰۶ با نام صربستان و مونته‌نگرو در مسابقات ملی فوتبال شرکت میکرده است. 